# Pamplona (Negros Oriental)
Pamplona ist eine philippinische Gemeinde in der Provinz Negros Oriental. Sie hat 37.596 Einwohner (Zensus 1. August 2015).
Pamplona liegt 38 km nördlich von Dumaguete City und ist von dort über Straßen zu erreichen. Die Gemeinde hat eine Fläche von 216,70 km². 80 % der Fläche ist hügelig und bergig und liegt zwischen 300 und 800 m über dem Meer.
Zwölf Kilometer vom Hauptort entfernt im Baranggay Abante, liegen die Palaypayfälle.  

## Baranggays
Pamplona ist politisch in 17 Barangays unterteilt.
| - Abante - Alawihao - Balayong - Banawe - Datagon - Fatima - Inawasan - Magsusunog - Malalangsi | - Mamburao - Mangoto - Poblacion - San Isidro - Santa Agueda - Simborio - Yupisan - Calicanan |